# 劇場版 動物戰隊獸王者 VS 忍忍者 來自未來的訊息 from 超級戰隊
《劇場版 動物戰隊獸王者 VS 忍忍者 來自未來的訊息 from 超級戰隊》（日语：劇場版 動物戦隊ジュウオウジャーVSニンニンジャー 未来からのメッセージ from スーパー戦隊），是2017年1月14日預定上映的特攝電影，同時也是超級戰隊系列的《動物戰隊獸王者》和《手裏劍戰隊忍忍者》的劇場版作品，亦是作為《超級戰隊祭》系列的最後一部作品。

## 概要
2017年，超級戰隊 大進擊 !
日本在全世界最引以為傲的超級戰隊系列，總計達到40部作品 X 放送2000回，迎來雙週年紀念。正因如此，歷代的40位紅戰士將會在本作全數登場。
與之相對應，正是屬於兩組超級戰隊的豪華共演!
驅使野性的力量戰鬥，動物戰隊獸王者。
為忍者則不忍，手裏劍戰隊忍忍者。
與傳自未來的超級戰隊思念共同，本能覺醒、無限的忍者之力，大暴走般向前突進!
邁向全新的舞台，如今，全超級戰隊拯救大作戰開始行動!

## 故事
「超級戰隊的歷史終結了...」為拯救陷入危機的地球，一名少年從未來至此。
但是，不知一切來龍去脈的大和等人，卻因此陷入敵人的計謀之中。
襲擊大和及獸王者等人並對其攻擊的，居然是，曾經守護地球的手裏劍戰隊忍忍者!
他們不知為何，將大和及獸王者等人視為邪惡的妖怪一樣看待。
如果這樣下去，獸王者和忍忍者將會全滅的!
來自未來的少年的想法，能否傳達至大和等人嗎!?
全超級戰隊奇跡般的集結，最強驚奇戰鬥將之卷起!

## 登場人物

### 《動物戰隊獸王者》

#### 獸王者
風切大和 / 獸王鷹(獸王猩)(獸王鯨)
新手動物學者，目前為獸王者中的地球人之一，故此他是其中一個無法憑自身能力感知敵人出沒的成員。因小時候曾離家出走意外摔傷而受到一位謎樣般的鳥男幫助並且獲得王者資格魔方塊。目前寄宿於叔父真理夫的家中。
於獸王鷹姿態時使用野性解放後可展開雙翼用作飛行及進行空戰。
於本劇場版中與大和戰鬥並在第1次巨大戰打成平手後遭天晴追殺，其後遭伊賀崎快晴出手阻止並得知露露的陰謀，並且與天晴合力阻止雙方陣營的內訌，於旋風跟快晴還沒出場時與天晴迎擊被復活的牙鬼幻月，後來改為迎擊基爾瑪達。
塞拉 / 獸王鯊
面貌為鯊魚的女性獸人，變為人類姿態時本來獸人狀態時頭上的頭箍改以頭箍髮型代替。
擁有敏銳的聽覺，性格亦比較好勝，不願被他人有所小看。使用野性解放後背部會長出背鰭，可化為旋轉的飛刃一樣以背鰭斬擊敵人。
於本劇場版與白忍者對戰，並且在巨大戰打成平手以後俘虜金次、後來忍忍者們俘虜了操並且從中得知露露的陰謀以後聯絡獸王者解釋原委並假裝於談判期間與桃忍者決一死戰，於基爾瑪達的陰謀跟身份敗露以後與獸王虎、粉紅忍者跟白忍者合力迎擊被復活的班古雷。
雷歐 / 獸王獅
面貌為獅子的男性獸人。變為人類姿態時頭巾改為羊毛頭巾，而且髮型為金色長髮。
嗓門很大，一旦激動或者發火起來會夾雜很大的獅吼聲，脾氣不太好，很容易生氣，不過對他人其實也有熱情的一面。另外對待女性方面，他也有自我的一套美學，亦因此很愛泡妞。使用野性解放後手部會變成大爪並能夠猛烈的抓傷敵人。
於本劇場版與青忍者對戰，並且在巨大戰打成平手以後俘虜金次。後來忍忍者們俘虜了操並且從中得知露露的陰謀以後聯絡獸王者解釋原委並假裝於談判期間與黃忍者決一死戰，於基爾瑪達的陰謀跟身份敗露以後與黃忍者合力迎擊被復活的蛾蝞雷藏。
塔斯克 / 獸王象
面貌為大象的男性獸人。變為人類姿態時頭上的帽子不會保留。
擁有極為敏銳的嗅覺，頭腦非常聰明但性格比較冷酷。使用野性解放後雙腿會變成粗壯的象腿，大力踏下時可造成強大的衝擊波震退敵人。
於本劇場版與黃忍者對戰，並且在巨大戰打成平手以後俘虜金次、後來忍忍者們俘虜了操並且從中得知露露的陰謀以後聯絡獸王者解釋原委並假裝於談判期間與青忍者決一死戰，於基爾瑪達的陰謀跟身份敗露以後與青忍者合力迎擊被復活的傑克特。
亞姆 / 獸王虎
面貌為白虎的女性獸人，活潑外向、天真又帶些小聰明。變為人類姿態時留着一頭俏麗短髮，喜愛與人打交道，在四位獸王者中最快融入人類世界的獸人。
身手非常敏捷，而且有很好的味覺，尤其是甜食方面，能夠在品嚐美食當下分析出食物的原料。使用野性解放後手部跟獸王獅一樣會變成大爪，但攻擊方式為同時造成多重斬擊氣流造成傷害。
於本劇場版與粉紅忍者對戰，並且在巨大戰打成平手以後俘虜金次、後來忍忍者們俘虜了操並且從中得知露露的陰謀以後聯絡獸王者解釋原委並假裝於談判期間與白忍者決一死戰，於基爾瑪達的陰謀跟身份敗露以後與獸王鯊、粉紅忍者跟白忍者合力迎擊被復活的班古雷。
門藤操 / 獸王世界
獸王者中第二名人類戰士，自小體弱多病，而且朋友不多，故此性格比較自卑，心靈亦很脆弱。因此被吉涅斯抓走以後以變得強大作為引誘而遭強制以鱷魚、野狼、犀牛三獸人的獸人之力注入體內，這亦是後來與獸王者對抗過的特級玩家 「The World」，其後成為獸王者的第六人戰士。基本顏色為黑色。
擁有隨時轉變其他型態之能力，轉變方法先按下獸王照明器的按鈕，然後轉動中間的方塊到自己選擇的型態並大喊「本能覺醒!」，面罩會根據所選擇的型態而改變，但前方3個動物的圖案不會改變。於野狼型態時會變得非常敏捷，而且攻擊以槍擊為主。於鱷魚型態時會擁有更強大的肉搏戰鬥能力，而且攻擊以近戰為主。使用野性大解放後左手部跟獸王獅及獸王虎一樣會變成大爪，右手變成鱷魚尾巴，肩膀則追加了有角的肩甲加強防禦力。在這形態下可發動必殺技「世界衝擊」
於本劇場版出場時遭快晴撞翻為了露營而做的料理，然後到了營地並發現遭破壞而回到真理夫的工場，最後因為被忍忍者抓走並且被指是假冒超級戰隊之時因為自己沒有王者的資格而自閉起來，甚至被粉紅忍者打暈並遭到俘虜作為談判籌碼。事後被逼供時因為露露對他使出的藤蔓面具影響而一直說錯話，後來內心的3獸人教他改以身體語言溝通，以扭動屁股的方法寫字，因而意外揭發露露的陰謀並且聯絡獸王者合力以忍術欺騙基爾瑪達，這亦是操被大和解救以後亂入忍忍者與獸王者之間戰鬥的原因。並且於基爾瑪達的陰謀跟身份敗露以後與星忍者合力迎擊被復活的晦正影。

#### 輔助角色
森真理夫
風切大和的舅父，動物雕刻家。有穿着動物裝並把自己偽裝成動物的癖好，卻讓大和感到無奈，收留了回不去獸園地的獸王者，但暫時未知四人的真面目為獸人。
於本劇場版時仍然工作中，並意外以投擲雕刻刀的技術把隱藏的黃忍者跟白忍者嚇退。後來招呼來到的操時因為他突然失蹤而跑出工場尋找，之後再也沒有出場過。
巴德 / 獸王鳥
面貌為老鷹的男性獸人，人類姿態和獸人姿態基本沒有分別。
曾經救助過孩提時期的風切大和，並且給予他代表「王者資格」的神祕方塊以及他自身部分的獸人之力，使得壽命減少、身體老化。
於本劇場版出場時準備變身阻止試圖插手的Deathgalian三幹部，但因為九連者的出現並擊退3人後而得知大和等人成功維持超級戰隊的歷史而不需出手。
犀牛男、鱷魚男、野狼男
遭到DeathGalien捕獲以及殺死的三名獸人，後被基尼斯強制性地抽取體內的獸人之力給予門藤操，他們都在門藤操內心有困惑或者迷茫之時以冤魂形態於操的意識中登場。
三人性格以及對門藤操擁有他們的力量的立場亦非常迥異。
於本劇場版操被虜以及因為藤蔓面具影響而一直說錯話之時3人教同改以身體語言溝通。

### 《手裏劍戰隊忍忍者》

#### 忍忍者
伊賀崎天晴 / 赤忍者(赤)
旋風的兒子、風花的哥哥、快晴的父親。比起思考，首先是行動的類型，「船到橋頭自然直」信條的樂觀者並且熱愛忍者，比任何人都還要崇拜爺爺好天。在遇到感興趣或讓情緒高漲的事情時口頭禪為「好火熱呀！（熱いぜ!）」「燃燒起來了！（燃えてきたー!）」。
八雲稱呼天晴為「天哥」、凪稱呼天晴為「小天」、瀧川稱呼天晴為「少爺仔」。
於本劇場版中與大和戰鬥並在第1次巨大戰打成平手後追殺他，其後遭伊賀崎快晴出手阻止並得知露露的陰謀，並且與大和合力阻止雙方陣營的內訌，甚至與旋風跟快晴3爺孫一同打敗被復活的牙鬼幻月。
結束時透露自己已經秘密結婚，甚至已經有了孩子，但因此被旋風跟風花等人嚴重吐槽。
加藤・克勞德・八雲 / 青忍者
從英國回來的青年。為隊伍如同司令塔的頭腦派，之前在英國學習西洋魔法。立志能夠成為史上首個同時精通魔法的魔法忍者。說話時帶有英文口音。「Easy」為八雲的口頭禪。
天晴及阿霞直接稱呼八雲的名字、瀧川稱呼八雲為「八兒」
於本劇場版與獸王獅對戰、後來忍忍者們俘虜了阿操並且從中得知露露的陰謀以後聯絡獸王者解釋原委並假裝於談判期間與獸王象決一死戰，於基爾瑪達的陰謀跟身份敗露以後與獸王象合力迎擊被復活的賈古德。
松尾凪 / 黃忍者
喜歡黏人、個性開朗的可愛小弟。是成員中最年少的。是個證照狂，對他來說忍者也是一種證照。
於本劇場版與獸王象對戰、後來忍忍者們俘虜了阿操並且從中得知露露的陰謀以後聯絡獸王者解釋原委並假裝於談判期間與獸王獅決一死戰，於基爾瑪達的陰謀跟身份敗露以後與獸王獅合力迎擊被復活的蛾蝞雷藏。
伊賀崎風花 / 白忍者
旋風的女兒、天晴的妹妹、快晴的姑姑。純真且積極的可愛少女，常被靠不住的爸爸跟哥哥耍得團團轉。雖然很努力，但有時會凸槌。
凪稱呼風花為「小風」。
於本劇場版與獸王鯊對戰、後來忍忍者們俘虜了阿操並且從中得知露露的陰謀以後聯絡獸王者解釋原委並假裝於談判期間與獸王虎決一死戰，於基爾瑪達的陰謀跟身份敗露以後與獸王虎、獸王鯊跟桃忍者合力迎擊被復活的班古雷。
百地霞 / 粉紅忍者
在大學研究科學的天才型少女。喜愛科學，臉上帶著笑容但講話聽起來像是在挖苦別人。懂得禮貌，說話有點毒舌，對忍者和外公有一份熱忱的心。擅長使用隱身布如變色龍一樣根據身邊的環境隱藏自己不讓別人發現。
八雲稱呼霞為「霞姊」。
於本劇場版與獸王虎對戰、後來忍忍者們俘虜了阿操並且從中得知露露的陰謀以後聯絡獸王者解釋原委並假裝於談判期間與獸王鯊決一死戰，於基爾瑪達的陰謀跟身份敗露以後與獸王鯊、獸王虎跟白忍者合力迎擊被復活的班古雷。
金治・瀧川 / 星忍者
跟天晴等人沒有親屬關係，是伊賀崎好天游歷世界並去到美國時遇到的年輕人，後成為他的入室弟子。擅長風屬性忍術及多重分身，同時亦使用只有自己一人成功練就的雷屬性忍術。與八雲一樣說話時帶有英文口音。
天晴等人起初稱呼金次為「星先生」，直至金次入門後眾人才直接稱呼他名字。
於本篇結束以後創業經營關東煮攤檔，後來於獸王者得知操被俘虜以後因為自己揭露了忍忍者的身份而遭獸王者俘虜作為換取操的談判籌碼，其後被天晴解救以後亂入忍忍者與獸王者的戰事，事後表示這是欺騙基爾瑪達而假裝攻擊獸王者而用的戰術。並且於基爾瑪達的陰謀跟身份敗露以後與獸王世界合力迎擊被復活的晦正影。

#### 輔助角色
伊賀崎旋風 / 赤忍者(旋)
天晴和風花的父親，好天的獨子，八雲、凪以及霞的舅舅，快晴的爺爺。具有相當豐富多元的忍者知識及訊息，擅長風屬性忍術。
於本篇結束時已經回復忍者之力並於本劇場版變身為佩戴灰色肩帶的赤忍者。與天晴和快晴合力打敗牙鬼幻月。
伊賀崎快晴 / 赤忍者(快)
天晴的獨子，旋風的孫子，好天的曾孫。擅長雷屬性忍術。
於本篇開始時見證著忍忍者與獸王者兩個陣營因為互相爭戰而全員戰死，超級戰隊歷史遭到終結，故此特意來到過去兩個陣營的人剛開始結怨的時候試圖阻止他們以改寫歷史。於本劇場版變身為佩戴金色肩帶的赤忍者。與天晴和旋風合力打敗牙鬼幻月。
伊賀崎好天
旋風的父親，天晴，風花的祖父，八雲，凪，霞的外公，金次瀧川所崇拜的對象，快晴的曾祖父。傳言在牙鬼幻月復活後打敗了他，並且將其封印，而有著「末代忍者」稱號。於本篇已經魂飛魄散，但於本劇場版出現的照片中藏有封印手里劍並飛到快晴手上變成快晴的變身手里劍。

### 《宇宙戰隊九連者》
拉奇 （Lucky） / 獅子紅
斯汀格 （Stinger） / 天蠍橙
加魯 （Garu） / 豺狼藍
巴蘭斯 （Balance） / 天秤金
查普 （Champ） / 金牛黑
納卡・雷 （Naga‧Ray） / 蛇夫銀
哈米 （Hammy） / 蝘蜓綠
瑞普特283（Raptor 283） / 天鷹粉紅
斯帕達（Spada） / 劍魚黃
劇情上解釋為因獸王者跟忍忍者改變了超級戰隊的破滅未來，而誕生的全新一支超級戰隊。

### 敵對角色

#### 牙鬼軍團成員
牙鬼幻月
牙鬼軍團首領，為戰國時代妄圖以恐怖統一天下的最強、最惡的武將。
於本篇中被激熱大王消滅，而於本劇場版被基爾瑪達以秘術復活為黑暗使魔之一。最後遭三名赤忍者合力消滅。
蛾眉雷藏
牙鬼軍團「前線部隊」的主戰幹部，於第2集結尾復活。使用武器為兩把長短不一的日本刀，故此懂得二刀流攻擊。
於本篇中曾經被打敗過，而於本劇場版被基爾瑪達以秘術復活為黑暗使魔之一。由黃忍者及獸王獅負責迎擊，最後忍忍者及獸王者合力以各自的合體必殺技所消滅。
晦正影
牙鬼幻月的家老。擔任牙鬼軍團的軍師，使用武器為禪杖。會使用咒術製造妖怪及強化妖怪的戰鬥力，其戰術比起蛾眉雷藏等幹部則顯得頗為兒戲。
於本篇中被霸王手裏劍神消滅，而於本劇場版被基爾瑪達以秘術復活為黑暗使魔之一。由星忍者及獸王世界負責迎擊，最後忍忍者及獸王者合力以各自的合體必殺技所消滅。

#### Deathgalian成員
娜莉婭
吉涅斯的秘書，DeathGalien的女性幹部，負責將吉涅斯所持有的金色『繼續硬幣』投入「血腥遊戲」的失敗者的入幣口讓其巨大化繼續戰鬥。專用武器為雙節棍造型的雙槍。
於本劇場版委託了基爾瑪達協助煽動忍忍者及獸王者互相攻擊而達到將他們消滅的目的。
被改寫歷史後意圖插手戰爭時被九連者阻止並撤退。
庫巴爾
DeathGalien的軍團長之一，運用頭腦的智慧類型，喜歡給予對手精神方面的痛苦。專用武器為可變為細劍的手槍。
被改寫歷史後意圖插手戰爭時被九連者阻止並撤退。
艾札特
DeathGalien的軍團長之一，崇尚武力的武鬥類型，喜歡給予對手肉體方面的痛苦。專用武器為大劍。全身被紫色的方塊覆蓋著，並擁有被打碎後自身還原的再生能力。
被改寫歷史後意圖插手戰爭時被九連者阻止並撤退。
傑克特
DeathGalien的軍團長之一，個性殘忍，其左腕的「蓄力衝擊加農砲」可無止盡地連射強力光束，使得周圍陷入一片火海。
於本篇中第一話旋即被獸王鷹消滅後一直沒被復活過，直到於本劇場版被基爾瑪達以秘術復活為黑暗使魔之一。由青忍者及獸王象負責迎擊，最後忍忍者及獸王者合力以各自的合體必殺技所消滅。
班古雷
本身是名為了追求刺激而遊歷宇宙並狩獵不同奇珍異獸的獵人。使用武器為鐮刀及鐵錨、以及腹部上的火炮。能夠藉著摸別人頭的動作讀取別人的記憶，甚至能將記憶中出現的人物強制召喚出來。
於本篇中被狂野統裁大帝消滅，而於本劇場版被基爾瑪達以秘術復活為黑暗使魔之一。由白忍者、粉紅忍者、獸王鯊及獸王虎負責迎擊，最後忍忍者及獸王者合力以各自的合體必殺技所消滅。
基爾瑪達 / 露露
本劇場版的最終敵人，為在多個星球上成功抹殺多名英雄及其名號的特工。基爾瑪達型態的外表有如花妖。
於本劇場版受娜莉婭委託並化身為外表較可愛的露露煽動忍忍者及獸王者互相攻擊而達到將他們消滅的目的。而且於露露型態下所發出的花粉可干擾通訊，而藤蔓不但可捆綁敵人，如果捆綁面部的話會令被捆綁者說出自己意識相反的說話。
當她以為忍忍者及獸王者眾人死亡時出場並自揭真相，因而被眾人揭穿其陰謀，後以秘術製造5個已經被他們打敗過的敵人所製成的黑暗使魔。最後被獸王鯨以及眾人的力量結合的鯨魚變身槍打敗後吃下5枚繼續硬幣並巨大化，最後遭狂野統載手裏劍王以40隊超級戰隊的力量所擊敗。
負責聲演露露型態的福原遙曾經演出過第38作《烈車戰隊特急者》中的兩個劇場版《烈車戰隊特急者 THE MOVIE 銀河路線SOS》及《烈車戰隊特急者 VS 強龍者 THE MOVIE》的限定角色雷迪。而負責聲演基爾瑪達型態的佐佐木望曾經配音過《魔法戰隊魔法連者》的冥府神韋分。

### 其他角色
天宮勇介 / 紅獵鷹
《超獸戰隊生命人》的紅戰士，因為紅獵鷹所屬的《超獸戰隊生命人》為第1支以動物為主題的戰隊，故此於本劇場版擔任歷代前輩代表。
他代表所有歷代前輩向忍忍者及獸王者給予鼓勵後將天晴的合體手裏劍變成寫上1字的大合體手裏劍，因而可以合體為狂野統載手裏劍王。

## 裝備・戰力

### 狂野統裁手裏劍帝（ワイルドトウサイシュリケンキング）
【基本資料】
| 機體高度 | 機體寬度 | 機體厚度 | 機體重量 | 機體航速 | 機組力量輸出 | 皮套 |
| -------- | -------- | -------- | -------- | -------- | ------------ | ---- |
| -        | -        | -        | -        | -        | -            |      |

劇場版限定的組合。是由獸王者及忍忍者力量結合的最強型態。

## 演員
- 風切大和 / 獸王鷹、獸王猩、獸王鯨（聲） - 中尾暢樹（台灣配音：胡鎮璽）
- 賽拉 / 獸王鯊（聲） - 柳美稀（台灣配音：李昀晴）
- 雷歐 / 獸王獅（聲） - 南羽翔平（台灣配音：陳彥鈞）
- 塔斯克 / 獸王象（聲） - 渡邉劍（台灣配音：鈕凱暘）
- 亞姆 / 獸王虎（聲） - 立石晴香（台灣配音：連思宇）
- 門藤操 / 獸王世界（聲） - 國島直希（台灣配音：歐祖豪）
- 伊賀崎天晴 / 赤忍者（聲） - 西川俊介（台灣配音：歐祖豪）
- 加藤・克勞德・八雲 / 青忍者（聲） - 松本岳（台灣配音：鈕凱暘）
- 松尾凪 / 黃忍者（聲） - 中村嘉惟人（台灣配音：胡鎮璽）
- 伊賀崎風花 / 白忍者（聲） - 矢野優花（台灣配音：連思宇）
- 百地霞 / 粉紅忍者（聲） - 山谷花純（台灣配音：李昀晴）
- 金治・瀧川 / 星忍者（聲） - 多和田秀彌（台灣配音：陳彥鈞）
- 伊賀崎旋風 / 赤忍者（聲） - 矢柴俊博（台灣配音：陳彥鈞）
- 巴德 - 村上幸平（台灣配音：胡鎮璽）
- 伊賀崎快晴 / 赤忍者（聲） - 石川樹（台灣配音：鈕凱暘）
- 森真理夫 - 寺島進（台灣配音：歐祖豪）

### 配音演出
- 天宮勇介 / 紅獵鷹 - 嶋大輔[12]
- 艾札特 - 中田讓治
- 庫巴爾 - 岩田光央
- 娜莉亞 - 壽美菜子
- 潤潤 - 福原遙
- 吉魯瑪達 - 佐佐木望

## 工作人員
- 原作 - 八手三郎
- 腳本 - 香村純子
- 導演 - 竹本昇
- 音樂 - 龜山耕一郎、山下康介
- 動作指導 - 福澤博文
- 特撮監督 - 佛田洋
- 製作 - 「獸王者 VS 忍忍者」製作委員會（tv asahi、東映電影公司、東映廣告、木下組）

## 主題曲
- 「レッツ！ジュウオウダンス with NINJA」
  - 作詞：藤林聖子／作曲、編曲：谷本貴義／演唱：大西洋平／合唱：Young Fresh（ヤング・フレッシュ）

### 插曲
- 「忍ぶどころか、本能覚醒！」
  - 作詞、作曲：高取秀明、大西洋平／編曲：大橋恵／演唱：Project.R（高取秀明、大西洋平）
- 「動物戦隊ジュウオウジャー」
  - 作詞：藤林聖子／作曲：高取秀明／編曲：籠島裕昌／演唱：高取秀明／合唱：Young Fresh／演奏：Z旗

## 外部連結
- 劇場版 動物戦隊ジュウオウジャーVSニンニンジャー 未来からのメッセージfromスーパー戦隊